# Middletown (Delaware)
Pour les articles homonymes, voir Middletown.
La ville de Middletown est située dans le comté de New Castle, dans l’État du Delaware, aux États-Unis. Sa population s’élevait à 18 871 habitants lors du recensement de 2010, estimée à 20 876 habitants en 2016. C’est la 4e ville la plus peuplée de l’État.

## Démographie
| 1850 | 1860 | 1870 | 1880  | 1890  | 1900  |
| ---- | ---- | ---- | ----- | ----- | ----- |
| 368  | 523  | 915  | 1 280 | 1 454 | 1 567 |

| 1910  | 1920  | 1930  | 1940  | 1950  | 1960  |
| ----- | ----- | ----- | ----- | ----- | ----- |
| 1 399 | 1 260 | 1 247 | 1 529 | 1 755 | 2 191 |

| 1970  | 1980  | 1990  | 2000  | 2010   | - |
| ----- | ----- | ----- | ----- | ------ | - |
| 2 644 | 2 946 | 3 834 | 6 161 | 18 871 | - |

## Source
- (en) Cet article est partiellement ou en totalité issu de l’article de Wikipédia en anglais intitulé « Middletown, Delaware » (voir la liste des auteurs).